# Jelly Belly Candy Company
La Jelly Belly Candy Company conosciuta in passato come Herman Goelitz Candy Company e Goelitz Confectionery Company, è un'azienda statunitense che produce caramelle, barrette di cioccolato e dolciumi tra cui le famose (negli Stati Uniti) Jelly beans.

## Storia
Nel 1866 il tedesco Gustav Goelitz (28 marzo 1845 - 16 marzo 1901) emigrò negli Stati Uniti e nel 1869 aprì un piccolo laboratorio per produrre caramelle e dolci fatti a mano a Belleville in Illinois che venivano venduti da carretti trainati da cavalli.
I suoi fratelli più giovani, Albert e George, presto lo raggiunsero e si unirono a lui nell'impresa.
Nel 1898 l'azienda, in espansione, prese il nome di Goelitz Confectionery Company e nel 1904, si trasferì a Chicago e successivamente, nel 1913, a North Chicago dove tuttora possiede un impianto produttivo.
Herman Goelitz, il figlio di Gustav, si trasferì in California aprendo una propria azienda, la Herman Goelitz Candy Company che nel 1924 portò la sua sede a Oakland, in California e negli anni successivi si fuse con la ditta paterna e degli zii.
Per moltissimi anni la società rimase quasi sconosciuta al di fuori di un ambito locale tra i produttori di caramelle, ma ebbe un'improvvisa notorietà quando il candidato alla presidenza degli Stati Uniti, Ronald Reagan fu fotografato e intervistato sulla sua preferenza per le caramelle alla frutta Jelly Belly durante la campagna elettorale del 1980.
La società fu sommersa dagli ordini dovendo effettuare turni di 24 ore in entrambe le fabbriche per cercare di soddisfare tutti i nuovi clienti.
L'azienda passò dai 10 dipendenti in California nel 1975 a gli oltre 700 attuali.